# A faji megkülönböztetés elleni küzdelem nemzetközi napja
A faji megkülönböztetés elleni küzdelem nemzetközi napját (röviden: antirasszista világnap) március 21-én tartják. 
Az Egyesült Nemzetek Szervezete Közgyűlése 1966. október 26-án, a 2142. számú határozatával jelölte ki e napot, annak emlékére, hogy 1960-ban a dél-afrikai rendőrség Sharpeville-ben ezen a napon tüzet nyitott és ölt meg 69 embert, az apartheid rezsim által hozott, a nem fehér lakosság mozgását korlátozó törvény elleni békés tüntetés során. A határozat egyben felszólította a nemzetközi közösséget, hogy növelje erőfeszítéseit a faji megkülönböztetés minden formájának megszüntetése érdekében. Az emléknappal arra kívánják irányítani a figyelmet, hogy vannak olyan folyamatok a világban, amelyek egyes embercsoportok kitaszítását kezdeményezik azok köréből, akik hozzáférhetnek a mindenkit megillető kulturális, és anyagi javakhoz.
Az antirasszista világnap célja:
- a faji megkülönböztetés folyamatának megállítása;
- a különböző kultúrák egymás mellett élésének szükségessége és törvényszerűségének hirdetése;
- az egymás jobb megismerésének és elfogadásának elősegítése;
- megemlékezés azokról, akik a faji megkülönböztetés elleni harcnak szentelték életüket.[1]

Március 21. a Dél-afrikai Köztársaságban munkaszüneti nap; az Emberi Jogok Napja. Ezen a napon emlékeznek meg mindazokról, akik életüket áldozták a demokráciáért és az emberi jogokért vívott küzdelemben az apartheid idején.
A rasszizmus elleni világnapon szerte a világban megemlékezéseket és demonstrációkat tartanak a rasszista kirekesztés és elnyomás ellen. Hazánkban 1990 óta tartanak megemlékezéseket. 2001 óta ezen a napon nyújtják át a MEASZ által alapított Radnóti Miklós antirasszista díjat.
A rasszizmus és a rasszista diszkrimináció elleni küzdelem első évtizede programjának keretében az ENSZ-közgyűlés 1979-ben a 32/24 számú határozatával felszólította a tagállamokat, hogy március 21-ével kezdődően tartsák meg a fajüldözés és a faji megkülönböztetés ellen küzdő népekkel való szolidaritás hetét.

## Fordítás
- Ez a szócikk részben vagy egészben  az   International Day for the Elimination of Racial Discrimination című angol Wikipédia-szócikk ezen változatának fordításán alapul.  Az eredeti cikk szerkesztőit annak laptörténete sorolja fel. Ez a jelzés csupán a megfogalmazás eredetét és a szerzői jogokat jelzi, nem szolgál a cikkben szereplő információk forrásmegjelöléseként.